# Xianyun
Los xianyun (chino simplificado: 猃狁 ; chino tradicional: 獫狁 ; pinyin: Xiǎnyǔn; Wade–Giles: Hsien-yün; chino antiguo (Zhengzhang): *g.rams-lunʔ) fueron una antigua tribu nómada que invadió China durante la dinastía Zhou. Este exónimo chino se escribe con xian 獫 o 玁 «perro de hocico largo», con el radical 94 «perro» 犭usándose comúnmente como peyorativo. Los eruditos identifican a los xianyun con los quanrong y los xiongnu.

## Visión general
El registro más antiguo de los xianyun data del reinado del rey Xuan de Zhou (827/25–782 a. C.). El Libro de Canciones contiene cuatro canciones sobre acciones militares entre los Zhou y los xianyun. La canción «Recolectando siembra de cardo» (Cai qi) menciona 3.000 carros Zhou en batalla contra Xianyun. La canción «Sexto mes» (Liu yue) dice que el campo de batalla estaba entre los cursos inferiores de los ríos Jing (泾 河) y Luo y el valle del Wei, muy cerca del centro del estado Zhou.
Los registros escritos sitúan las primeras incursiones contra los Zhou bajo el nombre de xirong en el 843 a. C. En el 840 a. C., el decimocuarto año de reinado del rey Li de Zhou, los xianyun llegaron a Haojing, la capital de Zhou. Aparentemente, los xirong y los xianyun eran aquí el mismo pueblo, nombrados en el primer caso por un término genérico que significa «tribus guerreras del oeste» y en el segundo caso por su etnónimo real.
Los xianyun atacaron nuevamente en el 823 a. C., durante el quinto año de reinado del rey Xuan. Sus tácticas militares caracterizadas por ataques repentinos solo podrían haber sido llevadas a cabo por tropas con alta movilidad, probablemente a caballo. Algunos eruditos relacionan la aparición de los xianyun con la aparición de escitas y cimerios que migraron desde el oeste, aunque no hay evidencia definitiva de que fueran guerreros nómadas. Una inscripción en un ding de bronce de Duo You desenterrado en 1980 cerca de Xi'an dice que c. 816 a. C. Las fuerzas xianyun atacaron una guarnición de Jing (京) en la región del bajo Ordos, lo que provocó una respuesta militar de parte de los Zhou. La inscripción indicaba que, al igual que los Zhou, los xianyun lucharon en carros tirados por caballos. La evidencia contemporánea no indica que la mayor movilidad de los Xianyun esté relacionada con la aparición de nómadas montados armados con arcos y flechas.
Anales chinos posteriores contienen una serie de referencias a los xianyun, como los escritos por Sima Qian (c. 145/135 - 86 a. C.), Ying Shao (140-206 d. C.), Wei Zhao (204-273) y Jin Zhuo (siglos III-IV d. C.). Sin dar argumentos específicos, afirmaron que xunyu (獯 鬻) o Xianyun eran términos que designaban a las personas nómadas que más tarde durante la dinastía Han se transcribieron como  xiongnu (匈奴). Este punto de vista también fue sostenido por el comentarista de la dinastía Tang, Sima Zhen (c. siglo VIII). Wang Guowei (1877-1927), como resultado de estudios fonéticos y comparaciones basadas en las inscripciones en bronce y la estructura de los personajes, llegó a la conclusión de que los nombres tribales Guifang (鬼 方), Xunyu (獯鬻), Xianyu (鮮 虞), Xianyun, Rong (戎), Di (狄) y Hu (胡) referidos en los anales designan a un único pueblo, que luego entró en la historia bajo el nombre Xiongnu.

Sobre la afiliación lingüística de las tribus nómadas pastorales del norte con los xiongnu, el Libro de Wei afirmó alrededor de 554 que:
Gaoju, aparentemente, es la rama restante de los antiguos Chidi. Originalmente se llamaban "Dili", en el norte se les llama "Chile", y en China - "Dinglings de Gaoju", es decir, dinglings de los carros altos. Su idioma es generalmente similar a los xiongnu, pero a veces hay pequeñas diferencias.
El período exacto en el que el nombre "Hun" tenía la fonetización "Xianyun" permanece determinado sólo vagamente: Sima Qian declaró que en el período prehistórico anterior los hunos se llamaban "Hu" y "Rong", en el período prehistórico tardío fueron llamados "Xunyu", en el período alfabetizado que comenzó con la dinastía Yin (1600-1046 a. C.) fueron llamados "Guifang", en el período Zhou (1045-256 a. C.) fueron llamados "Xianyun", y a partir del período Qin (221-206 a. C.) los cronistas chinos los llamaron "Xiongnu".